# 圣日耳曼代斯特伊
圣日耳曼代斯特伊（法語：Saint-Germain-d'Esteuil，法語發音：[sɛ̃ ʒɛʁmɛ̃ dɛstœj]）是法国吉伦特省的一个市镇，位于该省西北部，属于莱斯帕尔梅多克区。

## 地理
圣日耳曼代斯特伊（45°17'22"N, 0°51'54"W）面积44.71 平方千米，位于法国新阿基坦大区吉倫特省，该省份为法国西南部沿海省份，是法國本土面积最大的省，北起滨海夏朗德省，西临大西洋，南至朗德省，东南接洛特-加龍省，东临多爾多涅省。
与圣日耳曼代斯特伊接壤的市镇（或旧市镇、城区）包括：奥尔多纳克、锡萨克梅多克、乌尔坦、莱斯帕尔梅多克、圣洛朗梅多克、圣瑟兰德卡杜尔讷、韦尔特伊。

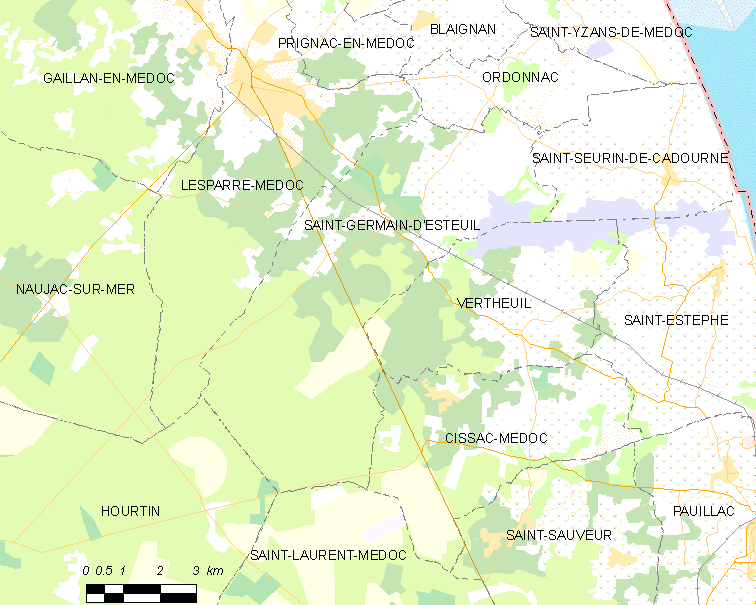
圣日耳曼代斯特伊的OSM定位图

圣日耳曼代斯特伊的时区为UTC+01:00、UTC+02:00（夏令时）。

## 行政
圣日耳曼代斯特伊的邮政编码为33340，INSEE市镇编码为33412。

## 政治
圣日耳曼代斯特伊所属的省级选区为北梅多克县。

## 人口

1962-2008年间圣日耳曼代斯特伊人口变化图示

圣日耳曼代斯特伊于2022年1月1日时的人口数量为1345人。